# Helen Churchill Candee
Helen Churchill Candee (Nova Iorque, 5 de outubro de 1858 – York Harbor, 23 de agosto de 1949) foi uma escritora, jornalista, decoradora de interiores, feminista e geógrafa norte-americana. Atualmente é mais conhecida por ter sobrevivido ao naufrágio do RMS Titanic em 1912, e por seu trabalho posterior como colunista de viagem e exploradora do sudeste da Ásia.

## Biografia
Helen nasceu em 1858, na cidade de Nova Iorque. Era filha do comerciante Henry Churchill e de sua esposa, Mary Elizabeth (Hungerford) Churchill. Boa parte de sua infância foi passada em Connecticut. Casou-se com Edward Candee, com quem teve um casal de filhos, Edith e Harold. O casamento, porém, era abusivo. Depois que Edward abandonou a família, Helen começou a escrever para revistas a fim de sustentar os filhos. Escrevia, inicialmente, sobre temas referentes aos cuidados domésticos, mas com o tempo passou a escrever sobre cuidados com as crianças, educação e direitos das mulheres.
Por vários anos, ela morou em Oklahoma, mas seus artigos para renomadas revistas catapultaram seu nome em território nacional e ela fez sucesso como jornalista. Seu divórcio de Edward saiu apenas em 1896.

## A bordo doTitanic
Candee estava viajando pela Europa na primavera de 1912, completando suas pesquisas para o livro The Tapestry Book, quando recebeu um telegrama de sua filha, Edith, avisando que seu irmão, Harold ("Harry"), tinha se ferido em um acidente. De Paris, Candee apressadamente reservou passagem para casa no novo e luxuoso transatlântico, o RMS Titanic. Na viagem, ela socializou com outros proeminentes viajantes, tais como o adido militar do Presidente  Taft, Major Archibald Butt, Coronel Gracie e o pintor Francis Davis Millet.
Como bagagens e itens pessoais não eram permitidos dentro dos botes salva-vidas, Candee deu dois itens preciosos, uma miniatura de camafeu de marfim de sua mãe e um pequeno frasco de conhaque, a um amigo do sexo masculino que tinha bolsos. Estes foram posteriormente recuperados dos restos flutuantes e em 2006, foram vendidos em leilão por cerca de US$80.000 para o medalhão e US$40.000 para o frasco. Candee conseguiu embarcar no bote salva-vidas número 6 mas caiu e fraturou o tornozelo. Também a bordo estava a passageira da primeira classe Margaret Brown (conhecida como "a inanfudável Molly Brown"); ambas mulheres manejaram os remos dos botes.
Candee subsequentemente concedeu uma curta entrevista contando suas experiências para o jornal Washington Herald e escreveu um artigo detalhado sobre o desastre para o Collier's Weekly. Esta estória foi a primeira contada por uma testemunha ocular sobre o naufrágio em uma grande revista. O artigo sugeriu um envolvimento romântico com um passageiro masculino não identificado, que se acredita ser uma amálgama de dois de seus acompanhantes no trajeto, o arquiteto de Nova Iorque Edward Austin Kent e o investidor londrino Hugh Woolner.
A lesão de Candee durante o naufrágio do Titanic fez com que ela precisasse andar com uma bengala por quase um ano, mas em março de 1913, ela conseguiu se juntar na passeata "Votes for Women" que ocorreu na Avenida Pensilvânia, montando seu cavalo na frente da procissão que culminou nos degraus do Capitol Hill.

## Morte
Helen morreu em 23 de agosto de 1949 em sua casa de campo em York Harbor, no Maine, aos 90 anos de idade, .